# Barbra Borota
Barbra Borota, slovenska anglistka, umetnostna zgodovinarka in političarka, * 23. februar 1958, Ljubljana.
Med 3. julijem 2008 in 17. novembrom 2008 je bila državna sekretarka Republike Slovenije v Službi Vlade Republike Slovenije za evropske zadeve.